# بيلي غيلبرت (لاعب كرة قاعدة)
بيلي غيلبرت (بالإنجليزية: Billy Gilbert)‏ هو لاعب كرة قاعدة أمريكي، ولد في 21 يونيو 1876 في توليتاون في الولايات المتحدة، وتوفي في 8 أغسطس 1927.

## وصلات خارجية
- بيلي غيلبرت على موقع دوري كرة القاعدة الرئيسي (الإنجليزية)
- بيلي غيلبرت على موقعبيزبول رفرنس.كوم (الدوري الرئيسي) (الإنجليزية)
- بيلي غيلبرت على موقعبيزبول رفرنس.كوم (الدوري الثانوي) (الإنجليزية)
- بيلي غيلبرت على موقع مشجعي الرسوم البيانية (الإنجليزية)